# Honeyville
Honeyville est une municipalité américaine située dans le comté de Box Elder en Utah.
Lors du recensement de 2010, sa population est de 1 441 habitants. La municipalité s'étend sur 11,81 milles carrés (30,59 km2).

## Histoire
La localité est fondée en 1861 sous le nom de Hunsakerville, du nom de l'évêque mormon local Abraham Hunsaker. Elle est renommée Honeyville (« la ville du miel ») en raison de la profession de Hunsaker, apiculteur, et en référence à Canaan, où le lait et le miel sont réputés couler à flots. Honeyville devient une municipalité en 1911.

## Démographie
| Groupe            | Honeyville | Utah | États-Unis |
| ----------------- | ---------- | ---- | ---------- |
| Blancs            | 93,3       | 86,1 | 72,4       |
| Métis             | 2,1        | 2,7  | 2,9        |
| Asiatiques        | 1,7        | 2,0  | 4,8        |
| Autres            | 1,6        | 7,2  | 7,1        |
| Océaniens         | 0,8        | 0,9  | 0,2        |
| Afro-Américains   | 0,5        | 1,1  | 12,6       |
| Total             | 100        | 100  | 100        |
|                   |            |      |            |
| Latino-Américains | 4,4        | 13,0 | 16,7       |

Selon l'American Community Survey pour la période 2010-2014, 95,93 % de la population âgée de plus de 5 ans déclare parler l'anglais à la maison, 2,40 % déclare parler l'espagnol et 1,68 % une autre langue.